# Вільям Геберден
Вільям Геберден (англ. William Heberden; 13 серпня 1710, Лондон — 17 травня 1801) — англійський лікар і науковець.

## Біографія
Отримав первинну освіту в гімназії Св. Спасителя в Лондоні. Наприкінці 1724 року його відправили до коледжу Сент-Джонса в Кембриджському університеті, де він отримав стипендію у 1730 році. Став майстром мистецтв у 1732 році, а в 1739 році здобув ступінь доктора медицини. Він залишився в Кембриджі майже на десять років довше займатися медициною і читав щорічний курс лекцій на тему materia medica (ліки). У 1746 році він став членом Королівського медичного коледжу в Лондоні. У 1766 році він рекомендував медичному коледжу першу конструкцію «Медичних операцій», в якій він запропонував зібрати разом такі спостереження, які, можливо, мали місце для будь-якого органу, і, ймовірно, ілюструють клінічний перебіг чи вилікування захворювань. План незабаром був прийнятий, і три томи конструкції послідовно викладені для громадськості. Геберден опублікував кілька праць у «Філософських транзакціях Королівського товариства»; і серед його вагомих внесків до «Медичних операцій» були статті про вітряну віспу (1767) та стенокардію (1768). Його Commentarii de morborum historia et curatione, результат записок, зроблених у його кишеньковій книжці біля ліжка пацієнтів, були опубліковані в 1802 р.
У 1778 році він став почесним членом Паризького королівського товариства медицини.
Його кар'єра лікаря тривала більше 30 років. У віці сімдесяти двох років він частково вийшов на пенсію, проводячи літо в будинку, який він наймав у Віндзорі, але продовжував займатися практикою в Лондоні впродовж зими ще кілька років.

### Особисте життя
Геберден узяв шлюб з Елізабет Мартін у 1752 році, у них народився син Томас. Мартін померла в 1754 році. Він одружився з Мері Волластон, дочкою науковця Френсіса Волластона (1694—1774), і мав ще вісім дітей, з яких лише двоє пережили батька, один — Вільям Геберден молодший, що пішов за батьком у медицину.